# Ђ
Ђ, ђ (dje ou djerv) é a sexta letra do alfabeto sérvio.
Representa o som /ʥ/, africada alveopalatal sonora (como em dia no Sudeste do Brasil). Esta letra foi adaptada por Vuk Stefanović Karadžić do Tshe, ћ. Corresponde ao macedônico Gje, Ѓ.
O nome Dje não é oficial, já que as letras sérvias não possuem nome. Ao se referir à letra, é pronunciado /ʥə/.
Dje é transliterado como Đ/đ ou, frequentemente mas incorretamente, dj.

## Codificação
| Codificação  | Caixa | Decimal | Hexa | Octal  | Binário          |
| Unicode      | Alta  | 1026    | 0402 | 002002 | 0000010000000010 |
| Unicode      | Baixa | 1106    | 0452 | 002122 | 0000010001010010 |
| ISO 8859-5   | Alta  | 162     | a2   | 242    | 0010100010       |
| ISO 8859-5   | Baixa | 242     | f2   | 362    | 0011110010       |
| Windows 1251 | Alta  | 128     | 80   | 200    | 0010000000       |
| Windows 1251 | Baixa | 144     | 90   | 220    | 0010010000       |

A codificação HTML é:
- &#1026; ou &#x402; para caixa alta; e
- &#1106; ou &#x452; para caixa baixa.